# Макинтош, Генри
Генри Мейтленд Макинтош (англ. Henry Maitland Macintosh; 10 июня 1892 — 26 июля 1918) — британский легкоатлет, который специализировался в беге на короткие дистанции.

## Биография
Макинтош родился в Келсо и получил образование в колледже Гленалмонд и колледже Корпус-Кристи в Кембридже. Будучи спринтером, на Олимпийских играх в Стокгольме он выбыл в первом круге на дистанции 100 метров и не финишировал в полуфинале на дистанции 200 метров. В качестве второго этапа в британской эстафетной команде 4×100 метров завоевал золотую медаль, несмотря на то, что финишировал вторым после США в полуфинале. Позже Соединенные Штаты были дисквалифицированы за ошибку в передаче эстафеты — такую же ошибку допустила в финале рекордсменка мира и главный фаворит сборной Германии.
В 1913 году Макинтош был президентом легкоатлетического клуба Кембриджского университета, выиграл шотландский титул и сравнялся с британским рекордом на дистанции более 100 ярдов. Он провел свое последнее соревнование в 1914 году и уехал в Южную Африку. После начала Первой мировой войны он был введен в состав Аргайлских и Сазерлендских горцев. Он умер в возрасте 26 лет от ран, полученных на войне, уже будучи капитаном. Он был похоронен на французском национальном кладбище Санлис.